# U-16-Fußball-Ozeanienmeisterschaft 1986
Die zweite U-16-Fußball-Ozeanienmeisterschaft wurde 1986 in Kaohsiung, Republik China (Taiwan), ausgetragen. Das Turnier begann am 7. Dezember und endete am 14. Dezember 1986. Sieger wurde Australien und qualifizierte sich dadurch für die U-16-Fußball-Weltmeisterschaft 1987.

## Modus
Die fünf Mannschaften spielten in einer Gruppe eine Einfachrunde.

## Tabelle
| Pl. | Verein          | Sp. | S | U | N | Tore    | Diff. | Punkte |
| --- | --------------- | --- | - | - | - | ------- | ----- | ------ |
| 1.  | Australien      | 4   | 3 | 0 | 1 | 010:100 | +9    | 06:20  |
| 2.  | Neuseeland      | 4   | 2 | 2 | 0 | 003:100 | +2    | 06:20  |
| 3.  | Taiwan          | 4   | 2 | 0 | 2 | 005:600 | −1    | 04:40  |
| 4.  | Papua-Neuguinea | 4   | 0 | 2 | 2 | 001:500 | −4    | 02:60  |
| 5.  | Fidschi         | 4   | 0 | 2 | 2 | 002:800 | −6    | 02:60  |